# Gościwid
Gościwid – staropolskie imię męskie, złożone z członów Gości- („podejmować kogoś, gościć”) i -wid („widzieć”, ale może od widz - „sługa, posłaniec”). Może więc oznaczać „tego, który widzi gości”, albo „tego, który jest sługą swoich gości”. Imię to mogło w wymowie zbliżać się do imienia Gościwit.
W styczniu 2024 w publicznie dostępnych danych rejestru PESEL nie było mężczyzn o imieniu Gościwid nadanym jako imię pierwsze ani mężczyzn o tym imieniu nadanym jako imię drugie.